# Tropaeolum pendulum
Tropaeolum pendulum là một loài thực vật có hoa trong họ Tropaeolaceae. Loài này được Klotzsch miêu tả khoa học đầu tiên năm 1850.